# Psilotrichum fallax
Psilotrichum fallax är en amarantväxtart som beskrevs av C. C. Towns. Psilotrichum fallax ingår i släktet Psilotrichum och familjen amarantväxter. Inga underarter finns listade i Catalogue of Life.